# Ксенофил
Ксенофи́л Халки́дский (др.-греч. Ξενόφιλος, род. IV в. до н. э., Халкидики, Греция) — древнегреческий философ-пифагореец IV веке до н. э., родом с полуострова Халкидики. Ученик пифагорейца Филолая и учитель Аристоксена. Отличался легендарным жизнелюбием и редкостным здоровьем (дожив до 106 лет, якобы никогда не болел). Согласно Псевдо-Лукиану, Ксенофил умер в Афинах.